# Levade
Levade er en af den klassiske ridekunsts elementer inden for "Skolen over Jorden". 
Heste skal i denne øvelse løfte forparten fra jorden i en vinkel på ca. 30-35 grader. I modsætning til andre løft som pesade, der har en vinkel på ca 45 grader, gør den spidse vinkel, at hesten skal bruge store kræfter på at holde denne position. Det er derfor en øvelse, som kræver stor koncentration og kontrol over hestens krop.